# Bettona
Bettona est une commune italienne d'environ 4 400 habitants, située dans la province de Pérouse, dans la région Ombrie, en Italie centrale. Le village a obtenu le label des Plus Beaux Bourgs d'Italie.

## Administration
| Période                                  | Période | Identité | Étiquette | Qualité |
| ---------------------------------------- | ------- | -------- | --------- | ------- |
|                                          |         |          |           |         |
| Les données manquantes sont à compléter. |         |          |           |         |

### Hameaux
Colle, Passaggio di Bettona

### Communes limitrophes
Assise (Italie), Bastia Umbra, Cannara, Collazzone, Deruta, Gualdo Cattaneo, Torgiano